# Thursday (The Weeknd)
Thursday è il secondo mixtape del cantante canadese The Weeknd, pubblicato il 18 agosto 2011.

## Descrizione
Composto da nove brani, il disco spazia attraverso svariati stili musicali, il downtempo, il dubstep, il dream pop, l'hip hop, il rock e il reggae, pur mantenendo sonorità alternative R&B. Come con il precedente mixtape House of Balloons, i produttori del disco sono stati Doc McKinney e Illangelo. Il rapper Drake contribuisce come ospite al brano The Zone.

## Promozione
Thursday è stato distribuito per il download gratuito attraverso il sito ufficiale dell'artista, venendo scaricato oltre 180 000 volte nelle prime 24 ore. Un anno più tardi, precisamente il 13 novembre 2012, il disco è stato ripubblicato in edizione rimasterizzata all'interno della raccolta Trilogy, che racchiude anche gli altri due mixtape pubblicati da The Weeknd nel 2011, House of Balloons e Echoes of Silence.

## Tracce
Testi e musiche di Abel Tesfaye, Doc McKinney e Carlo Montagnese, eccetto dove indicato.
1. Lonely Star – 5:48
2. Life of the Party – 4:56 (Abel Tesfaye, Doc McKinney, Carlo Montagnese, B. Grier, B. Pontus, Vini Reilly)
3. Thursday – 5:19
4. The Zone – 6:57 (Aubrey Graham, Abel Tesfaye, Doc McKinney, Carlo Montagnese)
5. The Birds Part One – 3:34
6. The Birds Part Two – 5:50 (Abel Tesfaye, Doc McKinney, Carlo Montagnese, Martina Topley-Bird, Alex McGowan, Nick Bird, Steve Crittall)
7. Gone – 8:06
8. Rolling Stone – 3:50
9. Heaven or Las Vegas – 5:56

Traccia bonus nella riedizione del 2015
1. Valerie – 4:46

## Formazione
- The Weeknd – voce
- Doc McKinney – produzione
- Illangelo – produzione
- Drake – voce (traccia 4)

## Classifiche
| Classifica (2025) | Posizione massima |
| ----------------- | ----------------- |
| Grecia            | 43                |